# Star Wars: Return of the Jedi (datorspel)
Star Wars: Return of the Jedi är ett Star Wars-baserat TV-spel från 1984, baserat på spelfilmen Jedins återkomst.

## Handling
Spelaren skall styra diverse farkoster från filmen på väg mot slutstriden. Farkosten syns snett uppifrån.

### Fotnoter
1. ↑  ”Return of the Jedi” (på engelska). Arcade Museum. 11 mars 1984. http://www.arcade-museum.com/game_detail.php?game_id=9305. Läst 5 december 2015.